# Emmanuelle Payet
Emmanuelle Payet (ur. 14 kwietnia 1986) – francuska judoczka. Wicemistrzyni świata w drużynie w 2008. Startowała w Pucharze Świata w 2007, 2008 i 2010. Wygrała mistrzostwa Europy w drużynie w 2008. Mistrzyni uniwersjady w 2007, a także akademickich MŚ w 2006. Druga na ME U-23 w 2007. Mistrzyni Europy juniorów w 2003. Mistrzyni Francji w 2008 roku.